# Mantitheus gracilis
Mantitheus gracilis är en skalbaggsart som beskrevs av Maurice Pic 1924. Mantitheus gracilis ingår i släktet Mantitheus och familjen långhorningar. Inga underarter finns listade i Catalogue of Life.